# Barbu Slătineanu
Barbu Slătineanu (n. 14 iulie 1895, Paris - d. 31 octombrie, Jilava) a fost un prozator, editorialist, etnograf și colecționar român. A scris lucrări despre ceramica românească și arta populară română, dar și literatură.

## Biografie
A fost fiul Irinei (născută Malaxa) și al lui Alexandru Slătineanu medic bacteriolog.
Barbu Slătineanu a luptat pe front pe Valea Prahovei, la Oituz și la Mărăști.
A fost un cunoscător avizat al ceramicii populare românești și a publicat mai multe studii în reviste de specialitate. 
A îmbunătățit colecția tatălui său cu piese de creație artizanala a secolului XIX, în special cu ceramică românească săsească și secuiască.
Interesul acestuia pentru artă a fost întreținut de soția sa, Alexandra Slătineanu (1895-1979), fiica diplomatului Alexandru Lahovari.
În prezent, Colecția de artă comparată Alexandra și Barbu Slătineanu, care se află la Muzeul Colecțiilor de Artă, cuprinde peste 400 de obiecte create în spațiul românesc, occidental și oriental. Intenția donatorilor de a sublinia specificitatea creației artistice românești în context universal se traduce prin sintagma „colecție de artă comparată”, care precede numele colecției.

## Lucrări publicate
- Ceramica românească (apărută la Fundația pentru Literatură și Artă „Regele Carol II” în 1938.) în biblioteci (catalogul WorldCat)
- Arta populară în RPR. Ceramica (coautor alături de Paul H. Stahl și Paul Petrescu în 1958.) în biblioteci (catalogul WorldCat)
- Ceramica feudală românească (în 1958.) în biblioteci (catalogul WorldCat)
- Manual de Ceramica Românească (în 1958.) în biblioteci (catalogul WorldCat)
- Studii de artă populară (apărută postum în 1972) în biblioteci (catalogul WorldCat)
- Sub semnul paloșului ( în 1947) în biblioteci (catalogul WorldCat)
- Oglinda : nuvele și povestiri (apărută postum, în 2004) în biblioteci (catalogul WorldCat)
- Coasta lui Adam : nuvele și povestiri (apărut postum, în 2004) în biblioteci (catalogul WorldCat)